# Hanesporehvidtjørn
Hanespore-Hvidtjørn (Crataegus crus-galli) er et lille, løvfældende træ eller en stor busk. Væksten er bred, og de træagtige former har en flad, næsten "paraplyagtig" krone. Planten fremkalder jordtræthed. Som alle Tjørn kan Hanespore-Hvidtjørn angribes af ildsot.

## Beskrivelse
Barken er først glat og brun med spredte korkporer. Senere bliver den grå og får smalle furer. Knopperne er spredte, kegleformede til runde og temmelig små. Grenene bærer mange, helt rette torne på 7-10 cm længde. Bladene er omvendt ægformede med skinnende blank, mørkegrøn overside og mat, grågrøn underside. Randen er takket eller tandet. Høstfarven er flot rød. Blomsterne er hvide og sidder i små halvskærme. De ses i begyndelsen af juni. Frugterne er røde og kuglerunde, og de bliver siddende langt ud på vinteren.
Denne plante har højtliggende finrødder, men fåtallige, grove hovedrødder, der går ned i dybden. Men det er mest almindeligt, at planten er formeret ved podning på en grundstamme af Éngriflet Hvidtjørn, så den har denne plantes rodnet. 
Højde x bredde og årlig tilvækst: 8 x 4 m (20 x 15 cm/år). Målene kan anvendes ved udplantning.

## Hjemsted
Hanespore-Hvidtjørn gror i Ege-Hickory blandingsskovene ind mod USA's prærier, hvor somrene er varme og meget tørre. Bunden er en vedvarende fugtig, neutral og mineralrig humusjord over ler. Naboplanter er f.eks. Askebladet Løn, Blyant-Ene, Konvalbusk, Sortfrugtet Surbær, Storfrugtet Blåbær og Sump-Eg.
| Portal | Portal:Botanik |